# Mads Fogh
Mads Fogh (født 19. september 1988) er en dansk fodboldspiller, der i øjeblikket spiller for Kolding FC. Han blev i 2007 kåret til Koldings største talent. Han har desuden vundet variant cup to gange. Derudover har han senest i år 2010, vundet det store indendørs stævne Martinsen Cup, dog med kun en enkelt kamp og en udvisning. Mads Fogh har yderlige engang været med til bymesterskaberne, han har dog aldrig vundet, men blev engang nummer 3 efter en brag af en bronzekamp hvor Mads lavede 1 mål og et flot hovedstød som dog ikke gik i mål. Mads har flere gange været rygtet til store klubber i Brazilien da flere agenter mener det passer godt til hans spillestil med teknisk fodbold. Dog venter det helt store gennembrud stadig.